# Cratere Áine
Áine  è un cratere sulla superficie di Europa.